# Čardaci
Čardaci su naseljeno mjesto u općini Bugojno, Federacija Bosne i Hercegovine, BiH.

## Stanovništvo

### 1991.
Nacionalni sastav stanovništva 1991. godine, bio je sljedeći:
ukupno: 28
- Srbi - 28 (100%)

### 2013.
Na popisu stanovništva 2013. godine bilo je bez stanovnika.

## Vanjske poveznice
- Satelitska sminka  Arhivirana inačica izvorne stranice od 28. rujna 2020. (Wayback Machine)